# Felix Plamper
Felix Plamper (* 1977 in Weiden in der Oberpfalz) ist ein deutscher Chemiker und Hochschullehrer.

## Leben
Von 1998 bis 2003 studierte er Chemie an den Universitäten Bayreuth und Lund. Im Jahr 2003 erwarb er an der Universität Bayreuth bei Axel H. E. Müller das Diplom im Fach Chemie. Nach der Promotion 2007 in Chemie (ebenfalls bei Axel H. E. Müller an der Universität Bayreuth) war er von 2009 bis 2018 wissenschaftlicher Assistent am Lehrstuhl Walter Richterings am Institut für Physikalische Chemie der RWTH Aachen. Nach der Venia Legendi 2015 in Physikalischer Chemie ist er seit 2018 W2-Professor für Physikalische Chemie II an der TU Bergakademie Freiberg.